# Yihao Luyan
Yihao Luyan (chinesisch 一号颅岩 ‚Schädelfelsen Nr. 1‘) ist ein 55 m hoher Felsvorsprung an der Ingrid-Christensen-Küste des ostantarktischen Prinzessin-Elisabeth-Lands. Er ragt als nördlichster einer Reihe von vier isolierten Felsen auf der Ostseite der Halbinsel Stornes auf. Die anderen sind in ihrer Reihenfolge von Norden nach Süden der Erhao Luyan, der Sanhao Luyan und der Sihao Luyan.
Chinesische Wissenschaftler benannten ihn 1991 im Zuge von Vermessungs- und Kartierungsarbeiten.